# شركة الحبوب المتحدة
شركة الحبوب المتحدة ( الروسية: Объединенная зерновая компания ) هي شركة تجارة حبوب روسية مقرها موسكو وأُنشئت في عام 2007.  وتتولى الشركة أنشطة شراء الحبوب في روسيا، وتدير عمليات الصادرات من روسيا إلى الأسواق الدولية. 

## تاريخ
تأسست شركة الحبوب المتحدة في 21 مارس 2007 نتيجة لتحول "الوكالة الفيدرالية لتنظيم سوق المواد الغذائية" FGUP التابعة لوزارة الزراعة في الاتحاد الروسي، وكانت وظيفتها الرئيسية تنفيذ التنظيم الحكومي لسوق الحبوب.
في عام 2012، اشترت مجموعة سوما التابعة لزياودين ماجوميدوف حصة 50% ناقص سهم واحد في الشركة.  وفي عام 2014، وافقت الشركة على تداول الحبوب بقيمة 500 مليون دولار مقابل النفط مع إيران. 
وستقوم الشركة ببناء محطة للحبوب في ميناء زاروبينو ، في الشرق الأقصى الروسي، بحلول عام 2020.  في أغسطس 2017 أعلنت الحكومة الروسية عن خطط لخصخصة الشركة بحلول عام 2019. 

## المالكين الحاليين
المساهمون في شركة الحبوب المتحدة المساهمة العامة هم:
- الاتحاد الروسي ممثلاً بالوكالة الفيدرالية لإدارة الممتلكات الحكومية (الوكالة الفيدرالية لإدارة الممتلكات) - 50٪ بالإضافة إلى سهم واحد؛
- شركة ديميترا القابضة - 50% ناقص سهم واحد.